# Chris (Christine and the Queens)
Chris è il secondo album in studio della cantautrice francese Christine and the Queens, pubblicato il 21 settembre 2018 dalla Because Music sia in lingua inglese che in francese.
Venne anticipato dall'uscita dei singoli Girlfriend / Damn, dis-moi, in collaborazione con Dâm-Funk, e Doesn't Matter / Doesn't Matter (Voleur de soleil), anch'essi in doppia lingua, ai quali seguirono 5 Dollars, solo in inglese, accompagnato da un videoclip ispirato al sadomasochismo, e La Marcheuse.
Su iTunes e in altre piattaforme online di streaming e download, l'album include ventitré tracce, mentre nei formati fisici (LP e CD) è composto da undici canzoni in inglese e dodici in francese.

## Tracce
Testi e musiche di Christine and the Queens, eccetto dove indicato.
1. Comme si – 3:52
2. Girlfriend (feat. Dâm-Funk) – 3:20 (Christine and the Queens, Dâm-Funk)
3. The Walker – 4:16
4. Doesn't Matter – 4:24
5. 5 Dollars – 3:28
6. Goya Soda – 5:25
7. Damn (What Must a Woman Do) – 3:37
8. What's-Her-Face – 5:03
9. Feel So Good – 3:45
10. Make Some Sense – 3:20
11. The Stranger – 4:03